# Władysław Ponurski

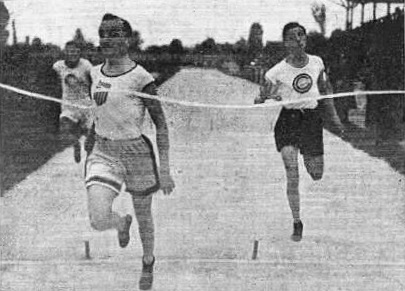
Władysław Ponurski (links)

Władysław Ponurski (* 23. April 1891 in Lemberg; † 13. Oktober 1978 in Krakau) war ein polnischer Sprinter.
Bei den Olympischen Spielen 1912 in Stockholm schied er für Österreich-Ungarn startend über 200 und 400 Meter im Vorlauf aus.